# Béceleuf
Béceleuf is een gemeente in het Franse departement Deux-Sèvres (regio Nouvelle-Aquitaine) en telt 601 inwoners (1999). De plaats maakt deel uit van het arrondissement Niort.

## Geografie
De oppervlakte van Béceleuf bedraagt 18,9 km², de bevolkingsdichtheid is 31,8 inwoners per km².

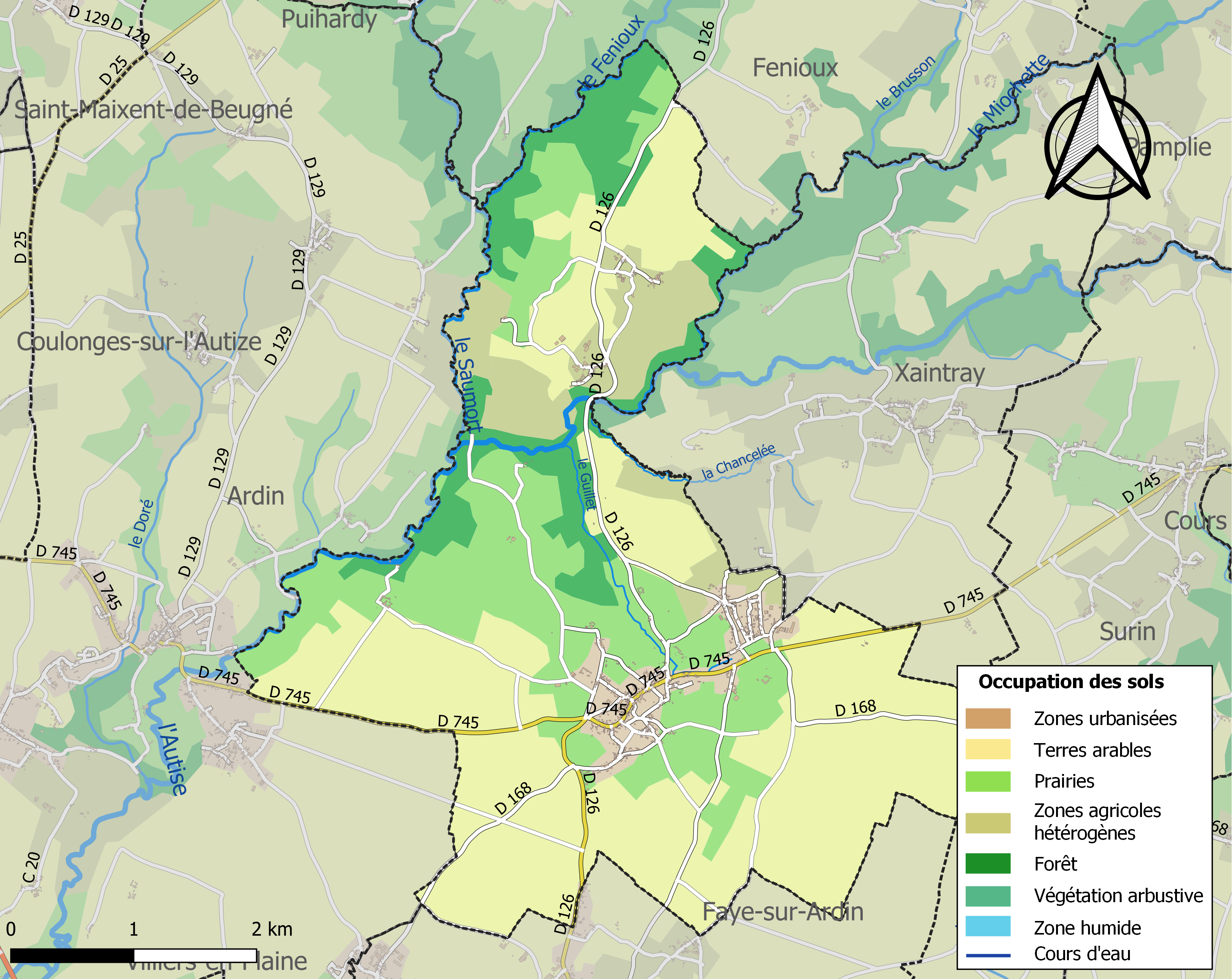
Kaart van de gemeente met de belangrijkste infrastructuur, bodemgebruik en omliggende gemeenten

## Demografie
Onderstaande figuur toont het verloop van het inwonertal (bron: INSEE-tellingen).